# 达曼 (印度)
达曼（英語：Daman）是印度達德拉-納加爾哈維利和達曼-第烏中央直辖区的首府，行政级别是市政委员会。

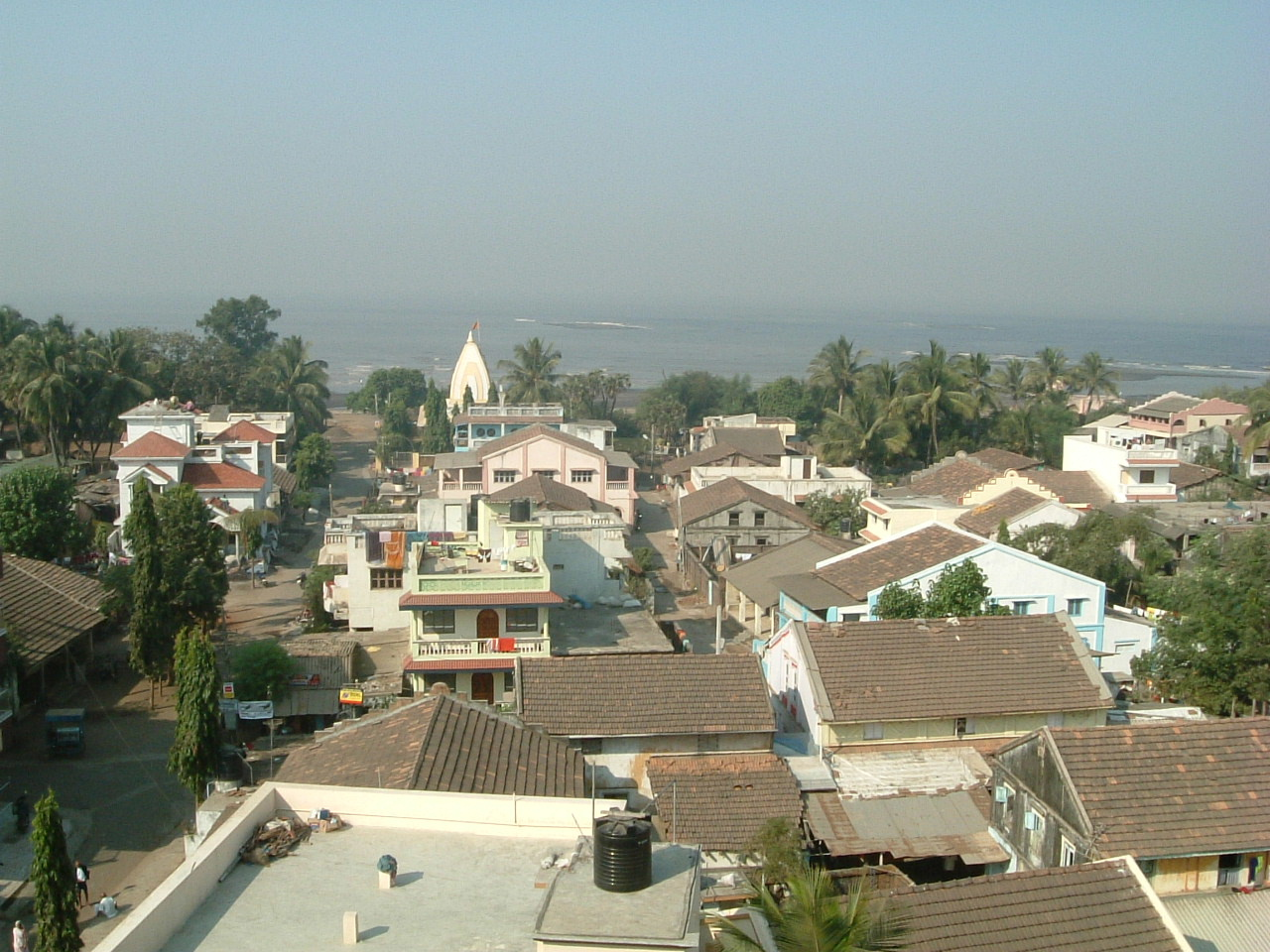
街景

达曼被达曼甘加河分成两部分：兰尼-达曼（兰尼的意思是小）和莫提-达曼（莫提的意思是大）。但实际和意思恰恰相反，兰尼-达曼的规模更大。